# Peter Reimers
Pour les articles homonymes, voir Reimers.

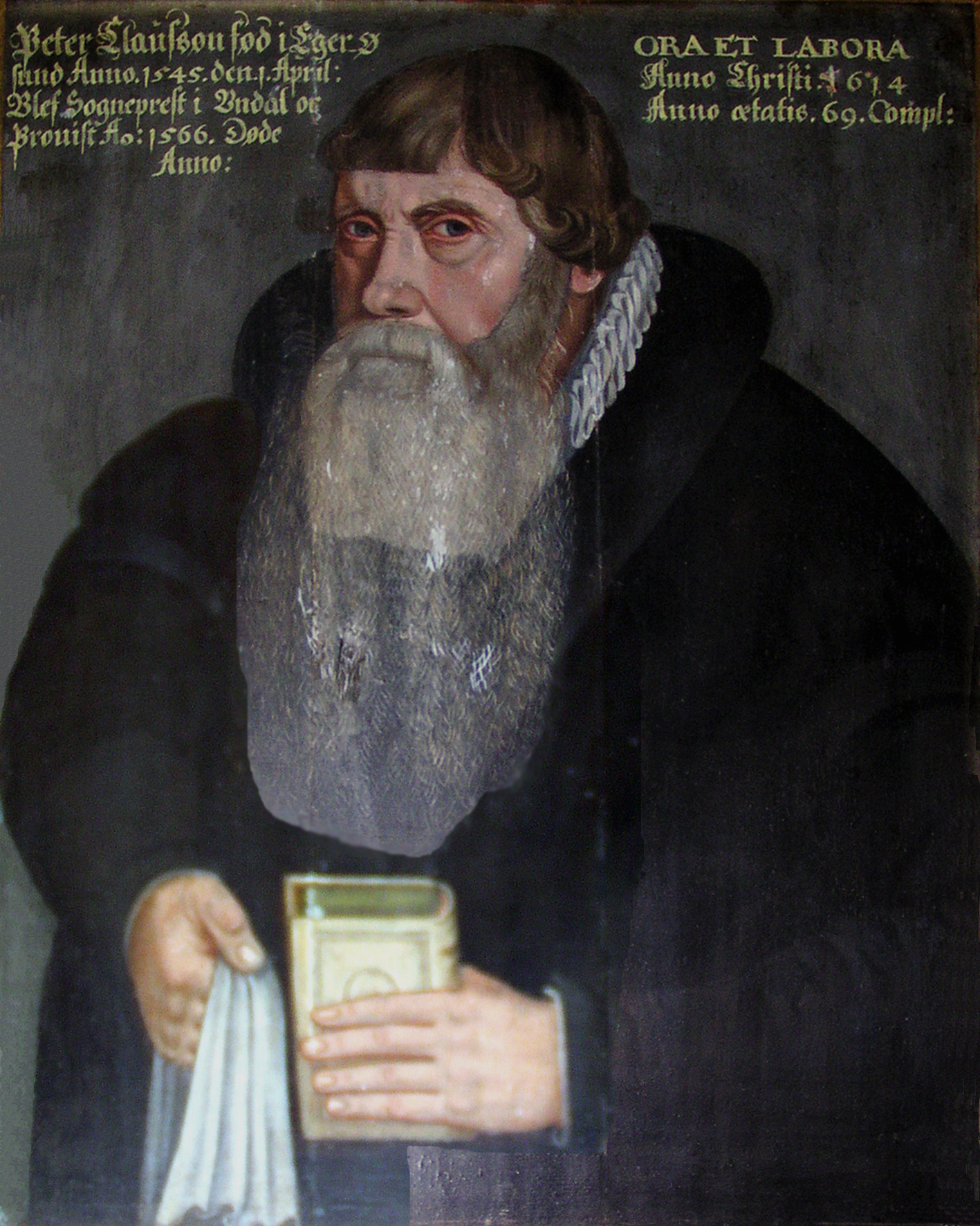
Portrait de Peder Claussøn Friis par Peter Reimers.

Peter Reimers, né en 1570 dans le duché de Holstein, probablement à Neustadt in Holstein, et mort vers 1626-1628 à Stavanger, est un peintre allemand, un des premiers représentants de la Renaissance de Stavanger.   